# Víctor Manuel Ramos (poeta)
Este artículo trata sobre el médico y escritor hondureño Víctor Manuel Ramos Rivera. Para el periodista y escritor dominicano, véase Víctor Manuel Ramos (novelista).
Víctor Manuel Ramos (Camasca, Intibucá, 29 de septiembre de 1946) es un escritor y poeta hondureño.

## Datos personales
Víctor Manuel Ramos, nacido el 29 de septiembre de 1946 en la localidad de Camasca, Departamento de Intibucá en la República de Honduras. 
En palabras del Dr Darío Euraque, el Dr Ramos "es de esos preclaros intelectuales latinoamericanos que son versátiles en muchos campos": se destaca por ser poeta, médico, narrador, crítico de arte, catedrático, historiador, periodista, creador de antologías de poesía, editor y director de revistas universitarias; miembro de número de la Academia Hondureña de la Lengua, asimismo vicepresidente y presidente por dos periodos de la Academia Hondureña de Geografía e Historia, del Instituto Morazánico e integrante del Tribunal de Honor de la Asociación de Prensa Hondureña (APH).

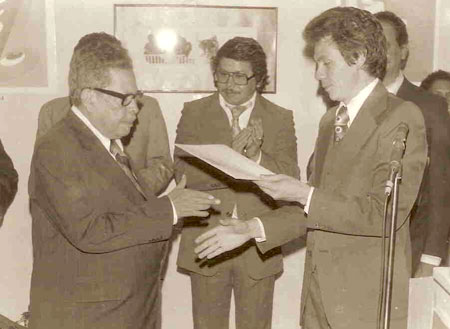
Víctor Manuel Ramos entrega a Medardo Mejía la medalla del Consejo Mundial de la Paz

Ha sido igualmente Jefe del Fondo Editorial de la Universidad Pedagógica Nacional Francisco Morazán y Jefe de la Unidad de Publicaciones del Instituto Hondureño de Antropología e Historia. Como integrante, precisamente, de esa Universidad formó parte de la delegación que entregó a Augusto Monterroso el doctorado Honoris Causa en México.
Por todo ello, El Heraldo (edición del 13 de mayo de 2013) le incluyó entre aquellos hondureños de "Benéfica labor [que] han desarrollada algunos promotores de nuestra producción intelectual a lo largo del tiempo: Julio Andrade Yacamán, Leticia de Oyuela, Óscar Acosta, Víctor Manuel Ramos, Isolda Arita, Víctor Meza, Ramón Oquelí, monseñor Raúl Corriveau, Julio Escoto."
Se ha desempeñado como vicedecano de la Facultad de Ciencias Médicas de la UNAH y en el 2009 fue candidato a Rector de la Universidad Nacional Autónoma de Honduras.

### Académico de la lengua
El 8 de diciembre de 2000, se incorpora como Académico de Número, de la Academia Hondureña de la Lengua, después de leer el trabajo biográfico Antonio Ramón Vallejo, filólogo, correspondiéndole el sillón denominado "Poeta José Antonio Domínguez".
Ha ejercido durante años el cargo de proSecretario y viceDirector de la misma, siendo elegido Director en febrero de 2022. Ha sido responsable de diferentes proyectos, entre otros:

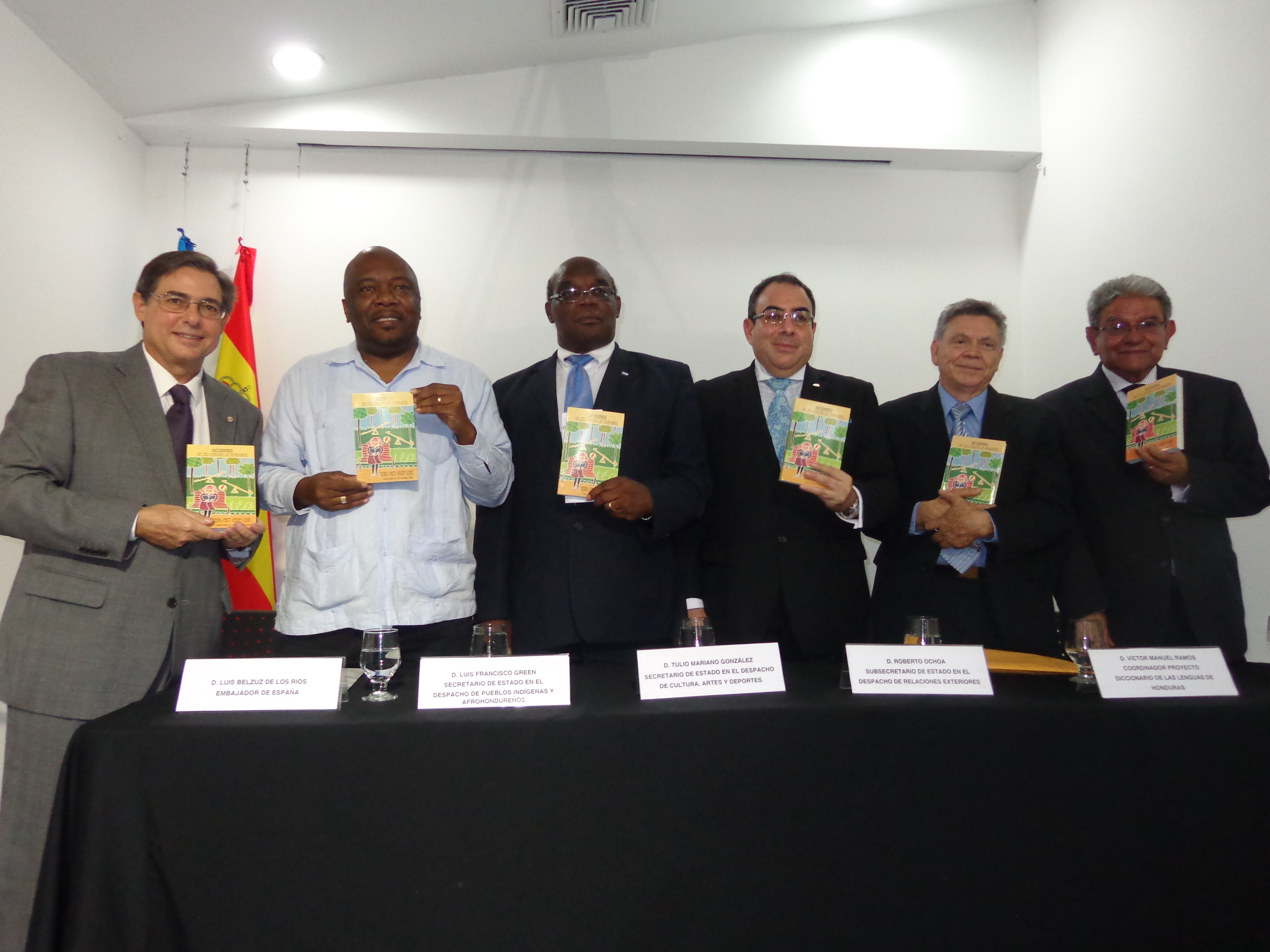
Autoridades asistentes a la presentación del Diccionario de las Lenguas de Honduras DLH

- Proyecto de remodelación del antiguo edificio[9] de la escuela de Alfabetización de Adultos en la calle de la Fuente como sede de la Academia tras la destrucción de la anterior por el huracán Mitch.
- Traducción de literatura clásica española a las lenguas vernáculas de Honduras.[10]

- Coordinador del Diccionario de las Lenguas de Honduras (2013).[11]

Consulta el portal dedicado al Diccionario de las Lenguas de Honduras DLH Archivado el 24 de diciembre de 2013 en Wayback Machine. y al de Hondureñismos de la Academia Hondureña de la Lengua AHL, coeditado con el Centro Cultural de España en Tegucigalpa

## Publicaciones
El Dr Ramos está incluido entre los Médicos Destacados en Honduras por la Revista Médica Hondureña, haciendo énfasis en su condición de médico y literato, ya que "no es poca la producción lírica de aquellos que saben armonizar el oficio hipocrático con la musa de la poesía y de la narrativa, por tanto dentro del verso o de lo prosaico varios médicos han contribuido a la forja de ese córpus literario que se integra a las letras nacionales". 

### Para niños
La obra de Víctor Manuel Ramos, junto con la de Rubén Berríos (†2007), es pionera  en relación con la literatura para niños y jóvenes en Honduras. Actualmente es uno de los más prolíficos autores hondureños cuyas obras van dirigidas a ese público: "Esta manía de escribir cuentos para niños, surgió desde que yo era un escolar, porque entonces escribí  cuentos pequeños. En una ocasión me gane un premio en la escuela, me regalaron un lote de libros y cuando me dedique a estudiar la carrera de medicina dejé un poco aparte el trabajo literario porque los estudios me exigían mucha dedicación, porque además trabajaba para sostenerme".
- Acuario (1991, 1999, 2002 y 2018), Premio Bienal de literatura infantil y juvenil “Zorzal de oro”, San Pedro Sula (1991).
- Monsieur Hérisson y otros cuentos, ilustraciones de Eloy Barrios Alayón (1998 y 2000).
- Ratoncito Gris, ilustraciones de Eloy Barrios Alayón (2000, 2011). Finalista en el concurso A la orilla del viento, Fondo de Cultura Económica, México (2000).
- Aventuras de un globo terráqueo, ilustraciones de Eloy Barrios Alayón (2000, 2009, 2011). Primer Premio en Narrativa para niños Certamen Permanente Centroamericano “15 de septiembre”, Guatemala (1991).
- Nanas y canciones, ilustraciones de Vicky Ramos (2009).
- Mozart (2008).
- Albéniz, el niño prodigio (2010).
- Nuevas aventuras del Ratoncito Gris, ilustraciones de Paula Mazariegos (2014). Primer Premio Nacional de Narrativa Infantil y Juvenil (2013).
- El espantapájaros músico y pintor (2015), premiado en el “XIII Concurso de Cuentos Infantiles sin fronteras” (Otxarkoaga, Bilbao, España).
- Crónica de viaje entre La Esperanza y La Costa Norte (2018),[15] reconocido con el VIII Premio Europeo Hibueras de Narrativa en el género de relato de viaje (2014).[16]

### Antologías
- Diez poetas médicos. Colegio Médico de Honduras (1991).
- Poesía para Morazán. Universidad Pedagógica Nacional Francisco Morazán (1992).
- La minificción en Honduras.[17] Universidad Pedagógica Nacional de Colombia (2007, 2009).
- Honduras: senderos en resistencia, Colección Poesía de este tiempo y de otro (con Israel Serrano y Melissa Merlo) (2010).
- Poesía para la Resistencia, Colección Poesía de este tiempo y de otro (2010).

### Arte
- Retratos de escritores hondureños (ilustraciones de Mario Castillo) (2002).

### Diccionarios
- Diccionario de las lenguas de Honduras: español, chortí, garífuna, isleño, miskito, pech, tawahka, tolupán, ilustraciones de Mónica Andino. Academia Hondureña de la Lengua (2013).
- Diccionario de las lenguas de Honduras, Centro Cultural de España en Tegucigalpa (2014).
- Diccionario de las lenguas de Honduras, Universidad de Alicante (2014).

### Ensayo
- En el 125 aniversario de la UNAH. Primer Premio 125 aniversario de la UNAH (1972).
- Influencia de Darío en la poesía hondureña (2004).
- Paseo por la leona, Colección Poesía de este tiempo y de otro (ilustraciones de Rolando López Tróchez), Colección Poesía de este tiempo y de otro (2007).
- Rubén Darío en el Centenario de su muerte-Influencia de Rubén Darío en la poesía hondureña (2015).

### Historia
- La Batalla de Panamá. Impresión mimeografiada agotada.
- Ramón Antonio Vallejo, vida y obra. Secretaría de Cultura, Artes y Deportes (2006). Premio de Estudios históricos Rey Juan Carlos I, Tegucigalpa (2005).
- Ramón Antonio Vallejo, vida y obra. Universidad de Alicante (2012).

Con la creación en el 2012 de la Biblioteca Virtual de las Letras Centroamericanas, se incluye Antonio Ramón Vallejo. Vida y obra como parte del acervo bibliográfico fundacional.

### Medicina
Es autor de diversas publicaciones de índole académico que combinan pedagógicamente la difusión con la reflexión. En palabras del Dr Ramos: "A finales de 1976, mientras hacía mi servicio médico social en el municipio de El Triunfo, en el Departamento de Choluteca, recibí un mensaje del Decano de la Facultad de Ciencias Médicas, Dr. Dagoberto Espinoza Mourra, en el que me ofrecía aceptar un puesto como catedrático en el Departamento de Ciencias Morfológicas. Yo decidí pensarlo porque, aunque tengo un grado de Maestro de Educación Primaria Urbana y había ejercido la docencia en la escuela y en la secundaria, pensaba hacer una carrera como médico clínico. (...) Decidí dedicarme con todo mi entusiasmo a la docencia. Uno de mis primeros logros fue la redacción de un texto de Neuroanatomía que utilicé en la cátedra, de la que me hice cargo a raíz del retiro de su titular. Mi libro, El sistema nervioso humano, fue muy bien acogido por los estudiantes por la sencillez con que fue redactado, por la profusión de ilustraciones y por los ejercicios que se adjuntaron al final del texto. Los compañeros docentes, sin embargo, nunca lo aceptaron porque eran del criterio de que solamente los norteamericanos eran capaces de producir libros y menospreciaban mi trabajo. Más adelante, debido a las dificultades que tenían los estudiantes del laboratorio de Histología, elaboré un Manual de laboratorio que también fue objeto de persecución por parte de mis colegas".
- Acerca del Consejo Nacional de Información en ciencias médicas (1977).
- Sistema de supervisión de los servicios de Salud en Honduras, dentro de la política de extensión de la cobertura (1978).
- Marco teórico para el diseño de un modelo de supervisión del programa de extensión de la cobertura del Ministerio de Salud de Honduras (1978).
- El sistema nervioso humano I y II (1981).
- Histología: manual de laboratorio (1981).
- FESFEST. Repaso de Ciencias Morfológicas - 1600 preguntas sobre Embriología, Histología, Neuroanatomía y Anatomía (1988).
- Manual de Semiología (1984).
- Prontuario de Anatomía, Editorial Universitaria (1992).
- Hacia una nueva educación (1997).
- Guía para el examen clínico (1984, 2000).
- Sección Honduras del Diccionario Biográfico Médico Hispanoamericano, Academia de Medicina de Venezuela (2007).

### Antologado en
- Óscar Acosta. Poeta de Honduras. (1996)
- País de luceros. Antología de cuentos hondureños para niños y niñas. Sara Rolla y Manuel de Jesús Pineda (2007).
- Poesía hondureña en resistencia.  Melissa Merlo e Israel Serrano (2009).
- Memorias del Simposio Internacional Rubén Darío y su pensamiento social. León, Nicaragua (2012).
- Homenaje a Rafael Heliodoro Valle. Universidad Nacional Autónoma de México. (2013).
- De bibliófilos, lectores y editores en El español en el libro: del Atlántico al mar del Sur» CILE. Asociación de Academias de la Lengua. Ciudad de Panamá, Panamá (2013).
- Kaya awíska. Antología del cuento hondureño. Israel Serrano Melissa Merlo, Francisca Ávila, Germán Salinas (2014).
- Agenda de poetas del Mundo. Santiago de Chile (2015).
- Cuentos Infantiles Sin Fronteras. Txirula Kultur Taldea de Otxarkoaga. Bilbao, España (2015).
- Literatura hondureña, hoy de Rolando Kattán. Cuadernos Hispanoamericanos nº 799. Madrid, España (2017).
- 10 años. Centro Cultural de España en Tegucigalpa (2018).

### Inéditos
- Viaje a Xibalbá (Historias del Popol vuh).
- Viaje al arco iris (basado en las cosmogonías precolombinas).
- Estafeta universitaria, música, arte, literatura y personajes.
- Historia de la música en Honduras.
- Biografía de Mozart y otra de Isaac Albéniz para niños.
- Médicos célebres hondureños.
- De novela y poesía por Victor Manuel Ramos de Víctor Manuel Ramos (República Dominicana) & Víctor Manuel Ramos (Honduras).

## Publicaciones periódicas
Ha dirigido las siguientes revistas:
- Salud para todos. Revista del Ministerio de Salud de Honduras.
- Salud Materno Infantil. Revista de la Facultad de Ciencias Médicas, UNAH.
- Revista de la Universidad. Universidad Pedagógica Nacional Francisco Morazán, Honduras.
- Revista Pedagógica. Universidad Pedagógica Nacional Francisco Morazán, Honduras.
- Revista Yaxkin. Instituto Hondureño de Antropología e Historia.

## Reconocimientos

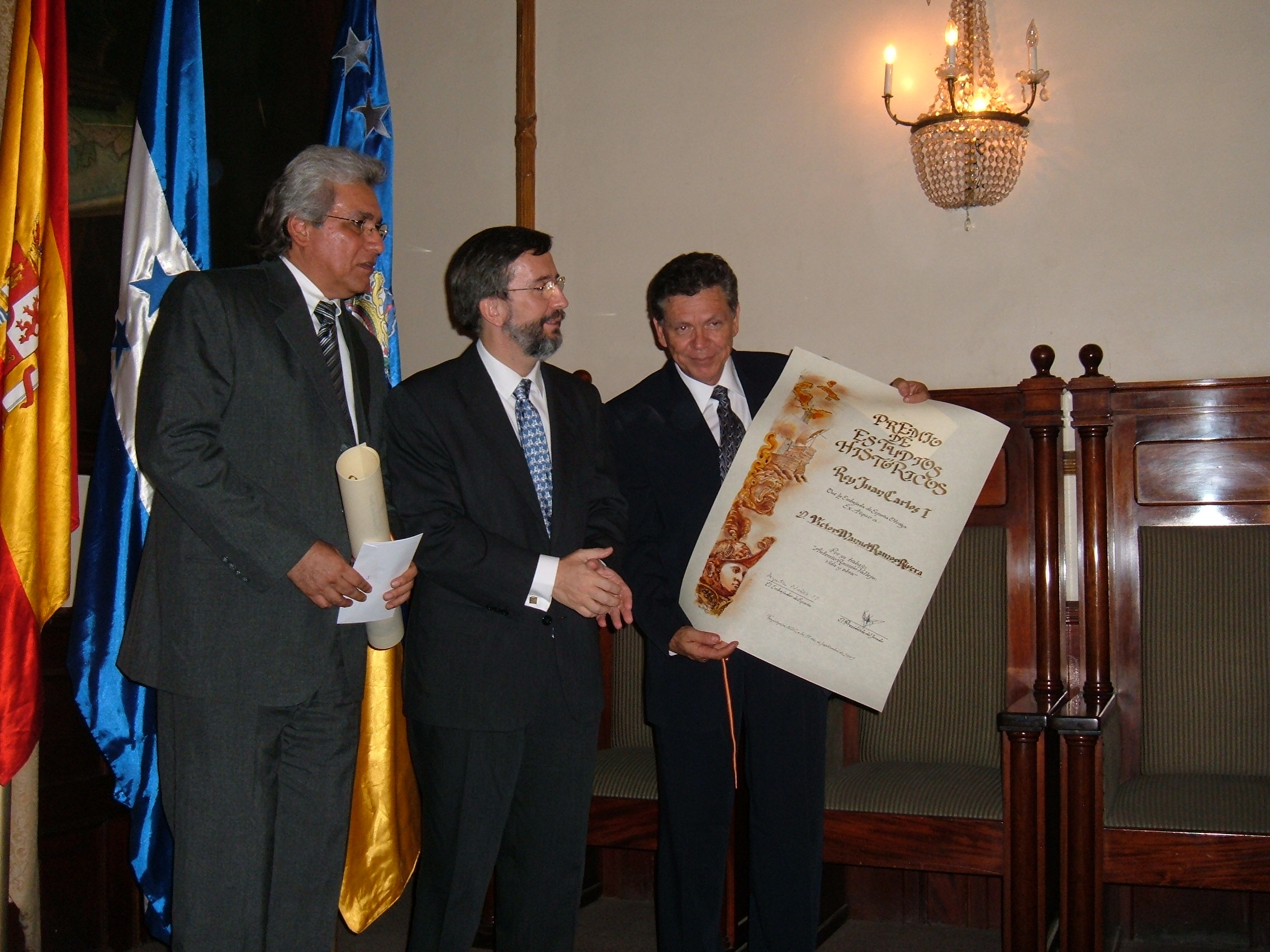
Entrega del Premio de Estudios Históricos Rey Juan Carlos I en el Salón de Cabildos de la AMDC por el embajador Agustín Núñez Martínez

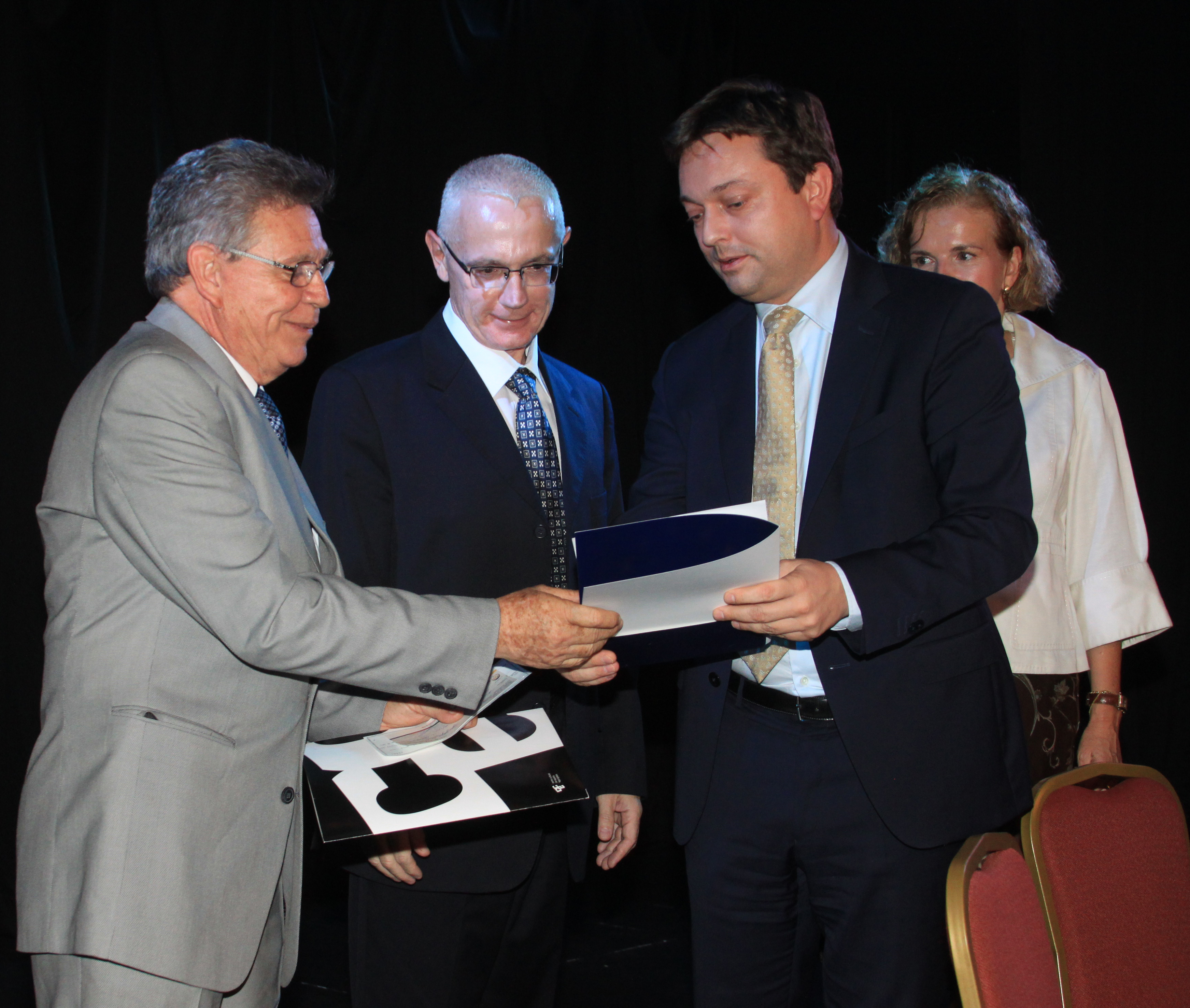
Entrega del Premio Hibueras de narrativa 2015 al Dr Ramos

- Premiado en la concesión 2018 del Premio Nacional de Literatura “Ramón Rosa”
- Premiado en el XIII Concurso de Cuentos Infantiles sin fronteras (Otxarkoaga, Bilbao, España).[20]
- VIII Premio Europeo Hibueras de Narrativa en el género de relato de viaje por Crónica de viaje entre La Esperanza y La Costa Norte.[21]
- IV Premio Nacional de Narrativa Infantil y Juvenil por Nuevas aventuras del Ratoncito Gris, convocado por la Secretaría de Educación, Secretaría de Cultura, Artes y Deportes, Embajada de España y Grupo Santillana.
- El Diccionario de las Lenguas de Honduras es seleccionado por la curaduría para integrar la muestra bibliográfica de la exposición cooperaciónESdesarrollo, organizada por la Agencia Española de Cooperación Internacional para el Desarrollo en el Centro Cultural Conde Duque de Madrid, del 12 de noviembre de 2013 al 6 de enero de 2014. Inaugurada por la Reina Doña Sofía con motivo de los 25 años de la Cooperación Española.
- Premio Zorzal de Oro para literatura infantil y Juvenil. Centro Cultural Sampedrano, por el libro Acuario.
- Premio Centroamericano 15 de septiembre para literatura infantil. Ministerio de Cultura, Guatemala, por el libro Aventuras de un globo terráqueo.
- Finalista en el concurso A la orilla del viento, patrocinado por el Fondo de Cultura Económica, México, por el libro Ratoncito Gris.
- Premio de Estudios Históricos[22] Rey Juan Carlos I por su investigación Antonio Ramón Vallejo: vida y obra.
- Premio 125 aniversario de la fundación de la Universidad Nacional Autónoma de Honduras, Tegucigalpa, por el trabajo: En torno a la autonomía universitaria.
- Premio Anual Radio Habana Cuba.
- Medalla otorgada por el Consejo Mundial de la Paz, Helsinki.
- Honor al Mérito otorgado por la Universidad Nacional Autónoma de Honduras, Tegucigalpa.
- Premio Editorial Nuevo Ser. Buenos Aires, Argentina. Cuento breve.
- Diploma de Honor como editor de la obra de Rubén Darío. Universidad Nacional Autónoma de Nicaragua. León, Nicaragua.
- Placa de reconocimiento por el trabajo editorial en el Fondo Editorial. Universidad Pedagógica Nacional Francisco Morazán.

## Más información
- Víctor Manuel Ramos en Espacio Latino de Letras.
- Víctor Manuel Ramos en Isla Negra.
- Víctor Manuel Ramos en Facebook.
- Wikimedia Commons alberga una categoría multimedia sobre Víctor Manuel Ramos.